# ウルゲン川
ウルゲン川（モンゴル語: Ургэн Гол、ウルゲン・ゴル、中国語: 乌拉盖河）は、中華人民共和国内モンゴルシリンゴル盟を流れる河川。ヒンガン山脈西麓より流れ出て、水量の減少によって自然消滅する内陸河川。
河の長さは371km、流域面積は約8817㎢、年平均流量は訳1.2㎥。中国の測定によると、流量の最も多い夏期は一年の流量の48％を占め、逆に最も少ない冬期は一年の流量の01％を占めるに過ぎない。

## 歴史
旧名をウルクイ(Ulqui)河と言い、13世紀に編纂された『モンゴル秘史』には「兀魯灰」として漢字音写される。『モンゴル秘史』によると、モンゴル帝国の勃興以前にウルグイ河流域はタタル部のウルス(国土)であり、モンゴル帝国の創始者チンギス・カンがウルクイ河・シルゲルジト河流域の戦いでタタル部を撃破したという。
また、フレグ・ウルスで編纂されたペルシア語史料『集史』には、チンギス・カンが弟カチウンの息子アルチダイにآلقوی(Alqūī)河一帯を遊牧地として与えたと記されており、以後ウルクイ河一帯はカチウン家の領地になったと見られている。
清代に斉召南が編纂した『水道提綱』には、「蘆河、土名は烏爾虎(ウルク)河、索岳爾済山より出でて西南に流れ、ウジュムチン左翼の東を経て、西に折れ、色野爾済河に合流し、ウジュムチン右翼の境界に入って涸れる」とある。但し、村上正二は『水道提綱』でUlquiを満州語で蘆(Ulhu)の意と解釈するのは誤りで、実際には「のろのろとした、水の涸れて水流の弱い」といった意味を持つモンゴル語に由来するだろうと指摘している。
大正4年(1915年)には関東軍による調査が行われており、その際の記録によると「『ウルゲンゴロ(ウルゲン・ゴル)』は興安嶺の西側より出て西流し、東ウジュムチン旗内で渚溜する一流たり。川幅は30m、深さは30cm。増水の際は深さ2mに及ぶ。川底泥沙にして川岸急なり」という。